# Битка за коту Хамбургер
Битка за коту Хамбургер је била последња копнена офанзива америчке војске у Вијетнамском рату. Вођена је између америчких и јужновијетнамских снага с једне и северновијетнамски снага с друге стране од 10. до 20. маја 1969. у Јужном Вијетнаму у близини границе са Лаосом на брду Донг Ап Бија, које је у америчким војним картама било означено као кота 937.
Иако је тешко утврђена кота 937 имала мали стратешки значај, амерички команданти су наредили велику копнену офанзиву, с намером да га очисте од снага Вијетнамске народне армије. Америчке ваздушно-десантне јединице кретале су се уз стрмо брдо на добро ушанченог непријатеља. Браниоци су у више наврата одбили нападаче. Лоше време је такође отежало операције. Упркос томе, падобранци су директим јуришем заузели коту, наневши велике губитке северновијетнамској војсци. На америчкој страни пало је 72 војника, а на северновијетнамској око 630.
Међутим, само два дана по заузимању, кота је напуштена, што је изазвало контроверзе у америчкој војсци и јавности. Касније је међу америчким војницима кота 937 прозвана кота Хамбургер, пошто је ватра из минобацача северновијетнамске војске од већине Американаца направила дословно „млевено место“. Неки аутори називају ову битку симболом бесмислености рата у Вијетнаму.